# 甲烷二磺酸
甲烷二磺酸是一种有机硫化合物，化学式为CH2(SO3H)2，它可由甲烷磺酸和发烟硫酸反应得到。它的酸性（pKa）与硫酸相当。它和金属形成的盐是已知的。